# Эль-Ажри, Абделлах
Абделлах Эль-Ажри Блинда (араб. عبد الله بليندة‎; 25 сентября 1951, Марокко — 17 марта 2010, Рабат) — марокканский футболист, гандболист и тренер.

## Карьера

### Игрока
В первое время Абдалла Блинда больше занимался гандболом. Лишь затем он перешел в футбол, подписав контракт с клубом «ФЮС». Вместе с ним он побеждал в розыгрыше Кубка Марокко. Блинда интересен тем, что в одно время он одновременно выступал за сборную Марокко по футболу и гандболу.

### Тренера
Завершив играть, Блинда занялся тренерской деятельностью. Он работал с молодежной сборной страны, а также с клубами «ФЮС» (дважды), «Раджа» и «Бани Яс» из ОАЭ. В 1990 гг. и в 1993-94 гг. специалист возглавлял сборную Марокко. Он выводил ее на Чемпионат мира в США, а затем и тренировал ее на мундиале.

## Смерть
17 марта 2010 года Абделлах Эль-Аржи на 59-м году жизни скончался после сердечного приступа в городе Рабат.

## Достижения
- Обладатель Кубка Марокко (1): 1973.